# تیفانی فلنتاین
تيفاني فالنتين (بالإنجليزية: Tiffany Valentine)‏ (المعروف أيضا باسم العروسة تيفاني)، والدمى والشخصيات القاتلة في افلام رعب الدمية القاتلة هي. قامت بأدائها جينيفر تيلي.
ظهرت تيفاني فالنتاين في أفلام عروس تشاكي وذُرية تشاكي ولعنة تشاكي وطائفة تشاكي  

## الوصف
ظهرت تيفاني فالنتين ببشرة بيضاء ذات شعر أشقر وعينين بنيتين ، وهو أسلوب أزياء قوطي، ولديها وشم علي صدرها صدر لقلب مطعون مع كتابة تشاكي فوقه. بعد أن أصبحت دمية، أعادت تيفاني تصفيف شعرها ومكياجها لتشبه نفسها بالسيدة البشرية، وترتدي عقدًا ذهبيًا مكتوبًا عليه «تيف». يتغير مظهرها طوال السلسلة: فستصبح شفتاها أصبحت أصغر، وشعرها أكثر استقامة، وتغيرت ملابسها. تريد تيفاني، مثل اهتمامها بحب تشاكي تريد نقل روحها إلى بطل الرواية البشري. تقتل هي وتشاكي الناس؛ ومع ذلك، يبدو أن تيفاني تقتل فقط الأشخاص الذين تشعر أنهم يستحقون ذلك، بينما تشاكي مستعدة لقتل أي شخص.تيفاني لديها العديد من الشخصيات المختلفة التي يمكن أن تكون متشككة بعض الشيء. ترتدي الأزياء القوطية ويمكن وصفها بأنها رومانسية ميؤوس منها. لديها تسريحة شعر «بيمبو»، لكنها حلوة وخلاقة ومبتكرة ونسوية إلى حد ما. على عكس تشاكي، فهي تمتلك جانبًا لطيفًا ورحيمًا حقًا، على الرغم من أنها يمكن أن تكون قصيرة المزاج. كما أنها أكثر من قادرة على الندم. يظهر في فيلم " عروس تشاكي" أنها تحب بعمق، مُعتقدة أن «الحب سيحررها» من اللعنة التي لُعنت بها من قبل أحد السحرة. ولكنها تُصاب بخيبة أمل بسهولة، قتصبح عنيفة بشكل رهيب ولا ترحم عندما تغضب. تحاول إصلاح نفسها في فيلم ذُرية تشاكي ، «للتخلص من إدمانها» على القتل. ومع ذلك، فإن رغبة تيفاني في التشويه تصبح أقوي من ذي قبل، وتستمر في استخدام وسائل إبداعية للقتل.

## القصة
لا يُعرف الكثير عن هوية تيفاني فالنتين، لكنها كانت صديقة تشارلز لي راي، القاتل المتسلسل المعروف باسم ليك شوار شترانجلر قبل مقتله. هي، مثل كثيرين آخرين، أشارت إليه فقط من خلال لقبه، تشاكي. انجذبت تيفاني إلى راي بسبب عشقها للقتلة والمرضى النفسيين. على الرغم من عدم قول ذلك على الشاشة مطلقًا، فمن المحتمل أن تكون تيفاني قد ساعدت تشاكي في ارتكاب جرائم القتل التي ارتكبها وتصرفت كشريك له. عاش تيفاني وتشارلز معًا لسنوات حتى قتل ضابط الشرطة مايك نوريس لتشاكي بالرصاص في متجر للألعاب. ومع ذلك، قبل مقتله، تمكن تشاكي من نقل روحه إلى جسد دمية الرجل الصالح. بعد انتشار أخبار موجة القتل الأولى لتشكي كدمية، أمضت تيفاني السنوات العشر التالية في البحث عن بقايا تشاكي، لإعادته إلى الحياة.